# Agrostis antoniana
Agrostis antoniana é uma espécie de gramínea do gênero Agrostis, pertencente à família Poaceae.